# Боузман, Чедвик
Че́двик А́арон Бо́узман (англ. Chadwick Aaron Boseman; 29 ноября 1976, Андерсон, Южная Каролина, США — 28 августа 2020, Лос-Анджелес, Калифорния, США) — американский актёр. После изучения режиссуры в Говардском Университете получил свою первую главную роль — в сериале «Неизвестные лица» (2010). Прорывной для Боузмана стала роль бейсболиста Джеки Робинсона в биографическом фильме «42» (2013). Он продолжил играть исторических персон, снявшись в фильме «Джеймс Браун: Путь наверх» (2014) в роли певца Джеймса Брауна и в «Маршалле» (2017) в роли адвоката Верховного суда Тэргуда Маршалла.
Боузман добился мировой известности благодаря роли супергероя Чёрной пантеры в кинематографической вселенной Marvel (КВМ) в 2016—2019 годах, снявшись в четырёх фильмах франшизы, включая одноимённый фильм 2018 года, который принёс актёру премии NAACP Image Award за лучшую мужскую роль и Screen Actors Guild Award за лучший актёрский состав в игровом кино. Как первый темнокожий актёр, возглавивший фильм КВМ, Боузман также был включён в список Time 100 2018 года. Его последний фильм, «Ма Рейни: Мать блюза», был выпущен посмертно. Является первым чернокожим актёром, номинированным на «Оскар» посмертно.
В 2016 году у Боузмана был диагностирован рак толстой кишки. Актёр держал состояние своего здоровья в секрете, продолжая играть во время лечения. Он умер в 2020 году от осложнений, связанных с болезнью.

## Ранние годы и образование
Чедвик Аарон Боузман родился в городе Андерсон, штат Южная Каролина, в семье афроамериканцев Кэролин и Лероя Боузман. Мать была медсестрой, отец работал на текстильной фабрике, а также управлял обивочным бизнесом. По словам Чедвика, анализ его ДНК «африканского происхождения» показал, что некоторые из его предков были креолами и лимба из Сьерра-Леоне и йоруба из Нигерии.
Боузман учился в Старшей школе имени Т. Л. Ханны, где был участником баскетбольной команды. Там он написал и поставил свою первую пьесу, «Перекрёсток» (Crossroads), после того как был застрелен его одноклассник. Окончив школу в 1995 году, поступил в колледж в Говардский университет (Вашингтон). Выпустился в 2000 году со степенью бакалавра изящных искусств в области режиссуры. Среди учителей Чедвика была Филисия Рашад, ставшая его наставницей. Она помогла собрать средства (в частности, от её друга Дензела Вашингтона) для Боузмана и некоторых его одноклассников, на которые они смогли посещать Оксфордскую программу середины лета Британо-американской драматической Академии в Англии, в которую были приняты.

## Актёрская карьера
В 2013 году он снялся в фильме «42», где исполнил роль Джеки Робинсона. Он также исполнил роль Натаниэля «Нэйта» Рэя Тейлора в телесериале «Линкольн-Хайтс» и сержанта Грэхема МакНейра NBC «Неизвестные лица». В фильме «Пулевое ранение» он исполнил роль лейтенанта Сэмюэля Дрейка.
В 2014 году Боузман исполнил роль Джеймса Брауна в фильме «Джеймс Браун: Путь наверх». В 2016 году он сыграл египетского бога мудрости Тота в фильме «Боги Египта» и супергероя Чёрную пантеру в фильме «Первый мститель: Противостояние». Боузман повторил роль этого персонажа в фильме 2018 года «Чёрная пантера», а также в фильмах «Мстители: Война бесконечности» и «Мстители: Финал».

## Личная жизнь
В 2015 году Боузман стал встречаться с певицей Тейлор Симоной Ледвард (Taylor Simone Ledward). Пара обручилась в октябре 2019, и вскоре они тайно поженились.
Боузман был воспитан христианином и был крещён. Он был частью церковного хора и молодёжной группы; в 2018 году его бывший пастор сказал, что Чедвик до сих пор хранит веру. Боузман заявлял, что он молился о том, чтобы сыграть Чёрную Пантеру, прежде чем был представлен в качестве этого персонажа в КВМ.

## Болезнь и смерть
В 2016 году у Боузмана диагностировали рак толстой кишки третьей стадии. Он боролся с заболеванием четыре года, пока рак не перешёл в последнюю, четвёртую стадию. Публично о своей болезни он не говорил. 28 августа 2020 года Боузман умер в своём доме в Лос-Анджелесе в окружении семьи, не дожив 3-х месяцев до своего 44-летия.
Соболезнования в связи со смертью актёра выразили такие известные политики-демократы, как Барак Обама, Джо Байден и Камала Харрис. Твит, который известил о кончине Боузмана, размещённый в аккаунте актёра членами его семьи, получил наибольшее количество лайков за всю историю Twitter, собрав только за первые сутки более 7,6 млн отметок.

## Фильмография
| Год       |    | Русское название                             | Оригинальное название          | Роль                                      |
| --------- | -- | -------------------------------------------- | ------------------------------ | ----------------------------------------- |
| 2003      | с  | Третья смена                                 | Third Watch                    | Дэвид Вэйфер                              |
| 2003      | с  | Все мои дети                                 | All My Children                | Рэдж Портер Монтгомери #1                 |
| 2004      | с  | Закон и порядок                              | Law & Order                    | Фостер Кэйес                              |
| 2006      | с  | C.S.I.: Место преступления Нью-Йорк          | CSI: NY                        | Рондо                                     |
| 2006—2009 | с  | Линкольн-Хайтс                               | Lincoln Heights                | Натаниэль "Нэйт" Рэй Тейлор               |
| 2008      | ф  | Экспресс: История легенды спорта Эрни Дэвиса | The Express                    | Флойд Литтл                               |
| 2008      | с  | Скорая помощь                                | ER                             | Дэрек Тейлор                              |
| 2008      | с  | Детектив Раш                                 | Cold Case                      | Декстер Коллинс                           |
| 2009      | с  | Обмани меня                                  | Lie to Me                      | Кейб МакНэйл                              |
| 2010      | с  | Неизвестные лица                             | Persons Unknown                | Сержант Грэхем МакНейр                    |
| 2010      | с  | Болота                                       | The Glades                     | Майкл Ричмонд                             |
| 2011      | с  | Касл                                         | Castle                         | Чак Рассел                                |
| 2011      | с  | Грань                                        | Fringe                         | Марк Литтл/Камерон Джеймс                 |
| 2011      | с  | Детройт 1-8-7                                | Detroit 1-8-7                  | Томми Вэстин                              |
| 2011      | с  | Правосудие                                   | Justified                      | Ральф "Флекс" Биман                       |
| 2012      | ф  | Пулевое ранение                              | The Kill Hole                  | Лейтенант Сэмюэль Дрейк                   |
| 2013      | ф  | 42                                           | 42                             | Джеки Робинсон                            |
| 2014      | ф  | День драфта                                  | Draft Day                      | Вонтаэ Мак                                |
| 2014      | ф  | Джеймс Браун: Путь наверх                    | Get On Up                      | Джеймс Браун                              |
| 2016      | ф  | Боги Египта                                  | Gods of Egypt                  | Тот                                       |
| 2016      | ф  | Первый мститель: Противостояние              | Captain America: Civil War     | Т’Чалла / Чёрная пантера                  |
| 2016      | ф  | Послание от Кинга                            | Message from the King          | Джейкоб Кинг                              |
| 2017      | ф  | Маршалл                                      | Marshall                       | Тэргуд Маршалл                            |
| 2018      | ф  | Чёрная пантера                               | Black Panther                  | Т’Чалла / Чёрная пантера                  |
| 2018      | ф  | Мстители: Война бесконечности                | Avengers: Infinity War         | Т’Чалла / Чёрная пантера                  |
| 2019      | ф  | Мстители: Финал                              | Avengers: Endgame              | Т’Чалла / Чёрная пантера                  |
| 2019      | ф  | 21 мост                                      | 21 Bridges                     | Андре Дэвис                               |
| 2020      | ф  | Пятеро одной крови                           | Da 5 Bloods                    | Норман                                    |
| 2020      | ф  | Ма Рейни: Мать блюза                         | Ma Rainey’s Black Bottom       | Ливи                                      |
| 2021      | мс | Что если…?                                   | What If…?                      | Т’Чалла / Чёрная Пантера / Звёздный Лорд  |
| 2022      | ф  | Чёрная пантера: Ваканда навеки               | Black Panther: Wakanda forever | Т’Чалла / Чёрная пантера (архивные кадры) |

## Пьесы
| Год(ы)    | Название              | Примечание             | Ист.   |
| --------- | --------------------- | ---------------------- | ------ |
| 1993      | Crossroads            |                        | [ 34 ] |
| 1997—2000 | Rhyme Deferred        | Соавтор и исполнитель. | [ 35 ] |
| 2002      | Hieroglyphic Graffiti |                        | [ 36 ] |
| 2005      | Deep Azure            |                        | [ 37 ] |

## Награды и номинации
| Год  | Название                            | Категория                                | Работа                          | Результат |
| ---- | ----------------------------------- | ---------------------------------------- | ------------------------------- | --------- |
| 2017 | Сатурн                              | Лучший актёр второго плана               | Первый мститель: Противостояние | Номинация |
| 2018 | Сатурн                              | Лучший актёр                             | Черная Пантера                  | Номинация |
| 2018 | Премия канала MTV                   | Лучший актёр или актриса                 | Черная Пантера                  | Победа    |
| 2018 | Премия канала MTV                   | Лучший герой                             | Черная Пантера                  | Победа    |
| 2018 | Премия канала MTV                   | Лучшая драка                             | Черная Пантера                  | Номинация |
| 2018 | Премия канала MTV                   | Лучший актёрский состав                  | Черная Пантера                  | Номинация |
| 2019 | Премия Гильдии киноактеров          | Лучший актёрский состав                  | Черная Пантера                  | Победа    |
| 2021 | Национальный совет кинокритиков США | Icon Award                               | н/д                             | Победа    |
| 2021 | Национальный совет кинокритиков США | Лучший актёрский состав                  | Пятеро одной крови              | Победа    |
| 2021 | AACTA                               | Лучший международный актёр второго плана | Пятеро одной крови              | Номинация |
| 2021 | Спутник                             | Лучшая мужская роль второго плана        | Пятеро одной крови              | Победа    |
| 2021 | Выбор критиков                      | Лучший актёрский состав                  | Пятеро одной крови              | Номинация |
| 2021 | Выбор критиков                      | Лучшая мужская роль второго плана        | Пятеро одной крови              | Номинация |
| 2021 | Премия Гильдии киноактеров          | Лучший актёрский состав                  | Пятеро одной крови              | Номинация |
| 2021 | Премия Гильдии киноактеров          | Лучшая мужская роль второго плана        | Пятеро одной крови              | Номинация |
| 2021 | Премия Гильдии киноактеров          | Лучшая мужская роль                      | Ма Рейни: Мать Блюза            | Победа    |
| 2021 | Премия Гильдии киноактеров          | Лучший актёрский состав                  | Ма Рейни: Мать Блюза            | Номинация |
| 2021 | AACTA                               | Лучший международный актёр               | Ма Рейни: Мать Блюза            | Победа    |
| 2021 | Спутник                             | Лучшая мужская роль                      | Ма Рейни: Мать Блюза            | Номинация |
| 2021 | Выбор критиков                      | Лучший актёрский состав                  | Ма Рейни: Мать Блюза            | Номинация |
| 2021 | Выбор критиков                      | Лучшая мужская роль                      | Ма Рейни: Мать Блюза            | Победа    |
| 2021 | Золотой глобус                      | Лучшая мужская роль (драма)              | Ма Рейни: Мать Блюза            | Победа    |
| 2021 | BAFTA                               | Лучшая мужская роль                      | Ма Рейни: Мать Блюза            | Номинация |
| 2021 | Премия «Независимый дух»            | Лучшая мужская роль                      | Ма Рейни: Мать Блюза            | Номинация |
| 2021 | Оскар                               | Лучшая мужская роль                      | Ма Рейни: Мать Блюза            | Номинация |